# Lợi thế trên cao (quân sự)
Lợi thế trên cao trong lĩnh vực quân sự là lợi thế chiến đấu khi chiếm giữ một vùng đất cao. Đó là vị trí có địa hình cao, có thể hữu ích trong chiến đấu, tầm quan trọng quân sự của chúng đã được ghi chép từ rất sớm bởi Tôn Tử.
Lợi thế này được chú ý trong việc thiết kế và xây dựng các công trình kiến trúc như lâu đài và pháo đài, với hệ thống các tháp và tường cung cấp lợi thế về cấu trúc cho các vị trí chiến đấu của quân đội, vũ khí có thể được ném hoặc bắn từ trên cao.
Trong Binh pháp Tôn Tử, các tướng lĩnh được khuyên nên chiếm đất cao, khiến cho kẻ thù phải cố gắng tấn công từ vị trí thấp hơn. Chiến đấu từ vị trí trên cao được cho là dễ dàng hơn vì một số lý do chiến thuật. Chiếm vị trí cao đem đến vị trí thuận lợi trên cao với tầm nhìn rộng, cho phép giám sát cảnh quan xung quanh, trái ngược với các thung lũng có tầm nhìn hạn chế.
Tướng Kỷ Linh của cuối triều đại Đông Hán đã sử dụng nguyên tắc này để tạo lợi thế cho mình bằng cách gửi các lính thám thính đến các vị trí mặt đất cao hơn để do thám và đưa ra cảnh báo sớm về quân địch.